# Alepa (торгівельна мережа)

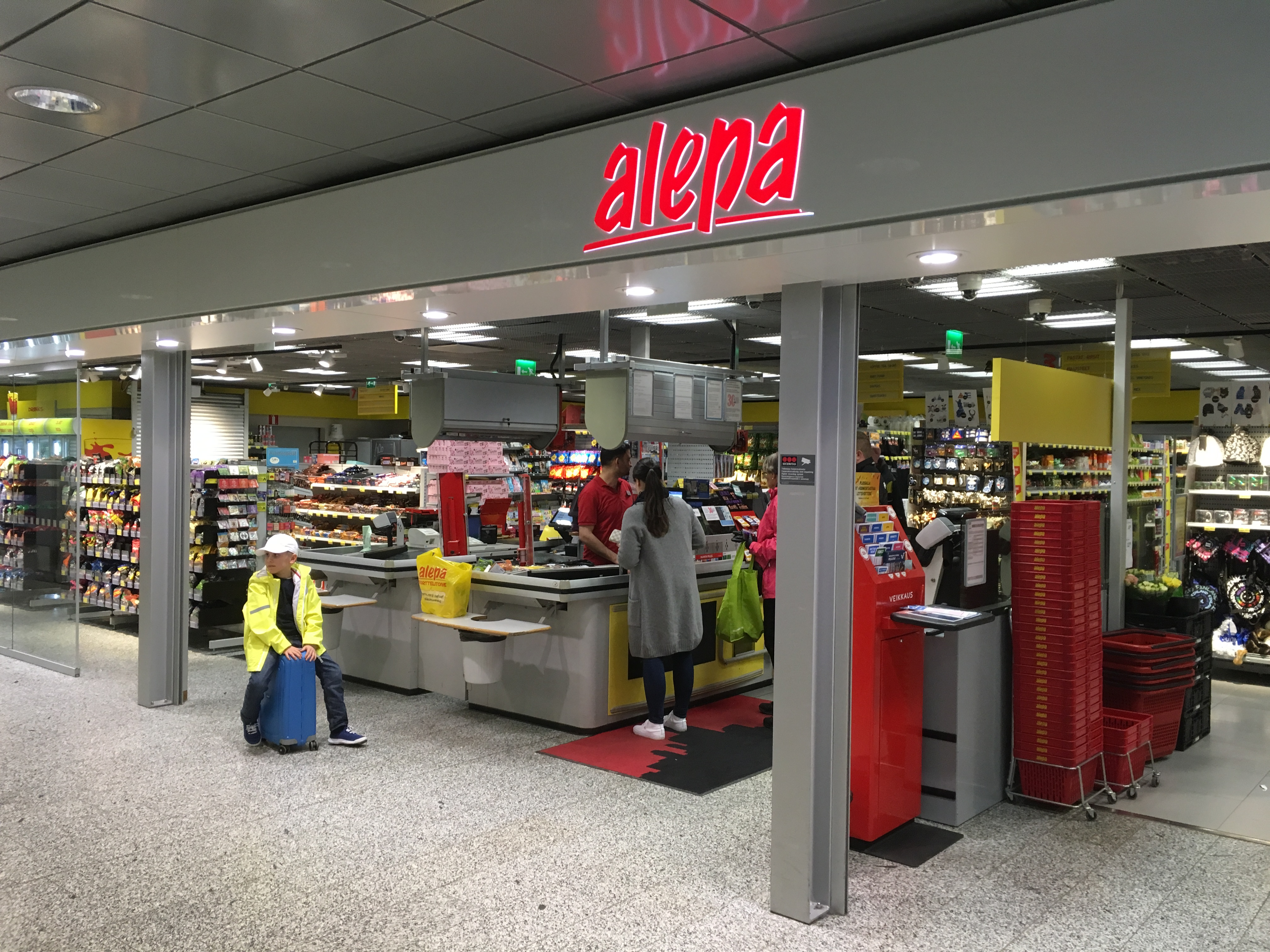
Alepa в аеропрорту Гельсінкі-Вантаа.

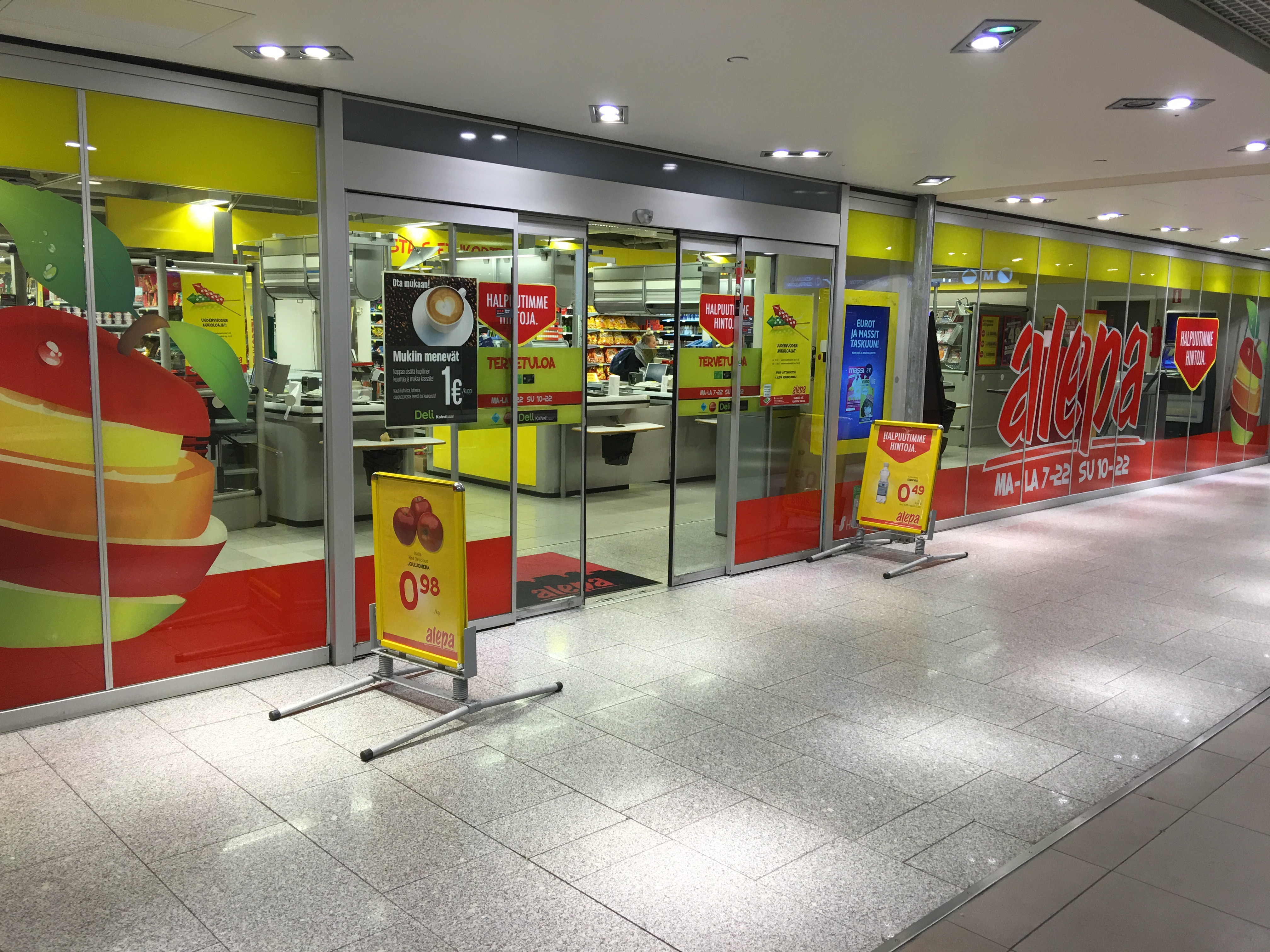
Alepa в торговому центрі Citycenter, Гельсінкі.

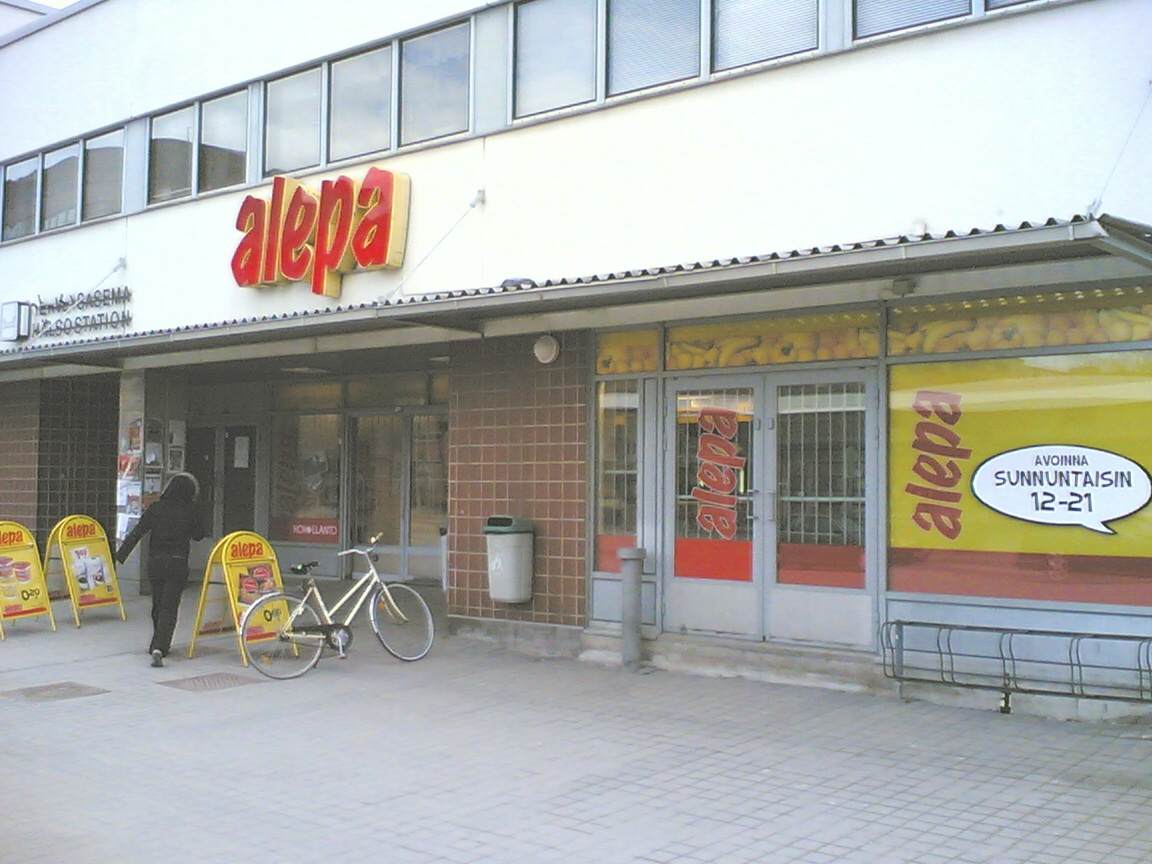
Алепа в Пукінмякі, Гельсінкі

Alepa — мережа продуктових магазинів у регіоні Великого Гельсінкі у Фінляндії . Нині він належить компанії HOK-Elanto, що входить до складу загальнонаціонального кооперативу S Group . Alepa була заснована в 1918 році, коли Едвард Паюнен і його дружина заснували магазин у Сьорнайнені, Гельсінкі .
Первісна назва Alepa була Alennushalli Pajunen (Дисконтний холл Паюнена), названа на честь засновника. Сім'я Паюнен продала мережу HOK у 1987 році.
Станом на травень 2017 року мережа включала 112 магазинів у Гельсінкі, Еспоо, Вантаа, Хювінкяя, Керава, Клауккала, Ярвенпяя та Туусула . За межами цього регіону S Group використовує бренд Sale для подібних магазинів. 

## Зовнішні посилання
- Офіційний сайт